# Johannes Fønss
Johannes Fønss född 16 januari 1884 i Århus död 16 december 1964, var en dansk operasångare. Han var bror till Aage Fønss och Olaf Fønss, han gifte sig 1907 med Dagmar Halberg och 1940 med operasångaren Dorothy Larsen. Han var far till skådespelaren Mime Fønss och operasångaren Jørgen Fønss.
Johannes Fønss utexaminerades med studentexamen 1901 och fortsatte därefter med studier i sång. Han debuterade som operasångare vid Det Kongelige Teater 1905. Han var 1910–1914 engagerad vid Covent Garden i London och vid operan i Frankfurt 1912–1917, dessutom gästspelade han på ett flertal europeiska scener. Han blev ledare och regissör för operan vid Det Kongelige Teater 1929 och var verksam där fram till 1957. 
Han filmdebuterade i stumfilmen Afgrunden 1910 och han kom att medverka endast ytterligare film.  

## Filmografi
- 1910 – Afgrunden
- 1949 – For frihed og ret